# Xã Liberty, Quận Clark, Kansas
Xã Liberty (tiếng Anh: Liberty Township) là một xã thuộc quận Clark, tiểu bang Kansas, Hoa Kỳ. Năm 2010, dân số của xã này là 35 người.